# Formodanga fellea
Formodanga fellea är en insektsart som beskrevs av Yang och Wu 1993. Formodanga fellea ingår i släktet Formodanga och familjen Derbidae. Inga underarter finns listade i Catalogue of Life.